# Allt-yr-yn
Allt-yr-Yn är en stadsdel och community i staden Newport i Wales, Storbritannien. 
Här ligger Newport Civic Centre med bland annat kommunförvaltningen för kommunen Newport.